# Eupanacra splendens
Eupanacra splendens là một loài bướm đêm thuộc họ Sphingidae. Nó được tìm thấy ở Moluccas, Papua New Guinea, quần đảo Solomon và đông bắc Úc.

## Miêu tả
Sải cánh dài khoảng 50 mm. Con trưởng thành có cánh trước màu nâu. Cánh sau màu nâu đậm, mỗi cánh có một dải màu cam nâu cắt ngan.
Ấu trùng được ghi nhận ăn các loài Epipremnum pinnatum. Có đốm mắt dọc mỗi bên. Đuôi có một sừng.

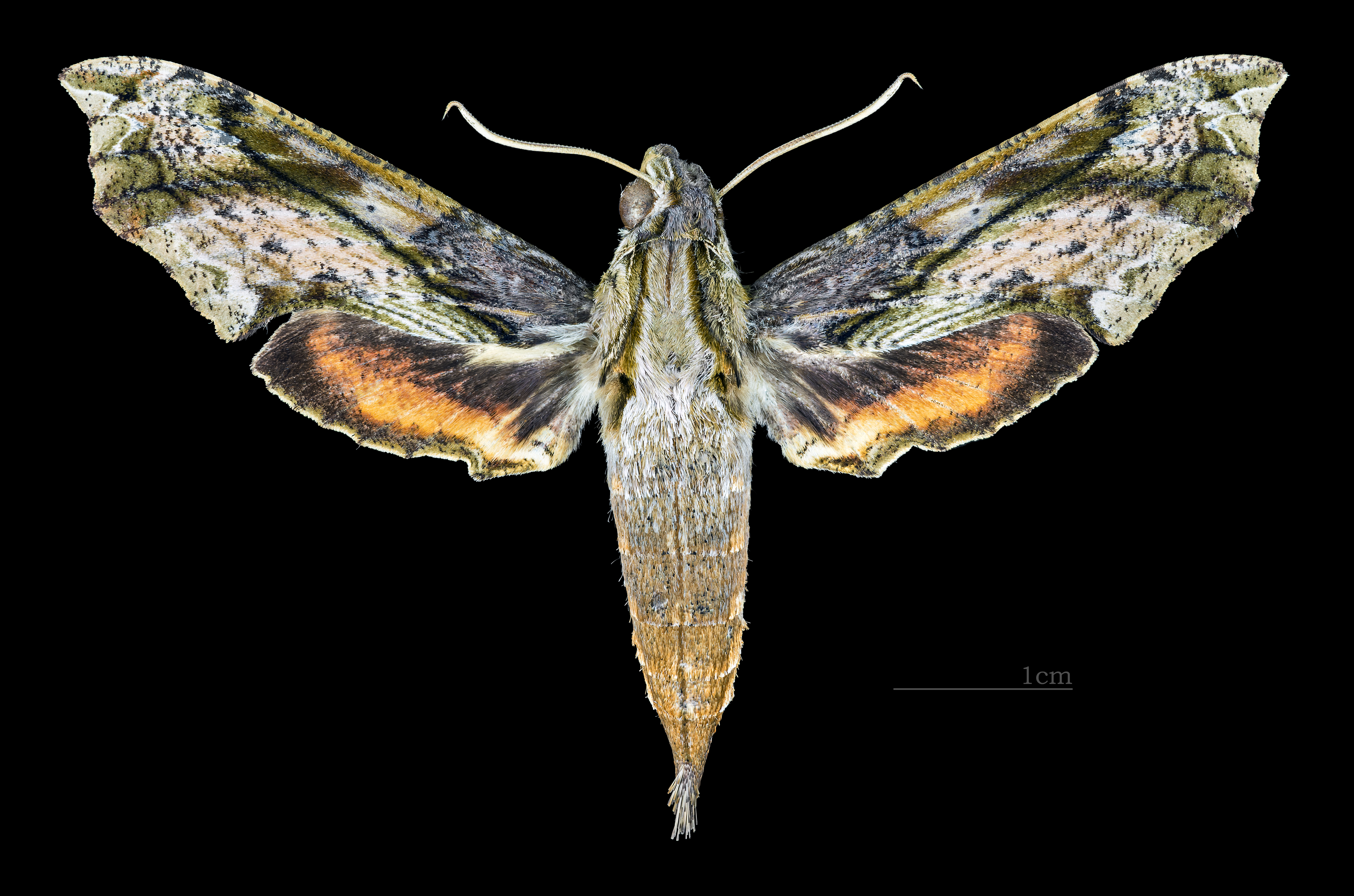
Eupanacra splendens splendens ♀
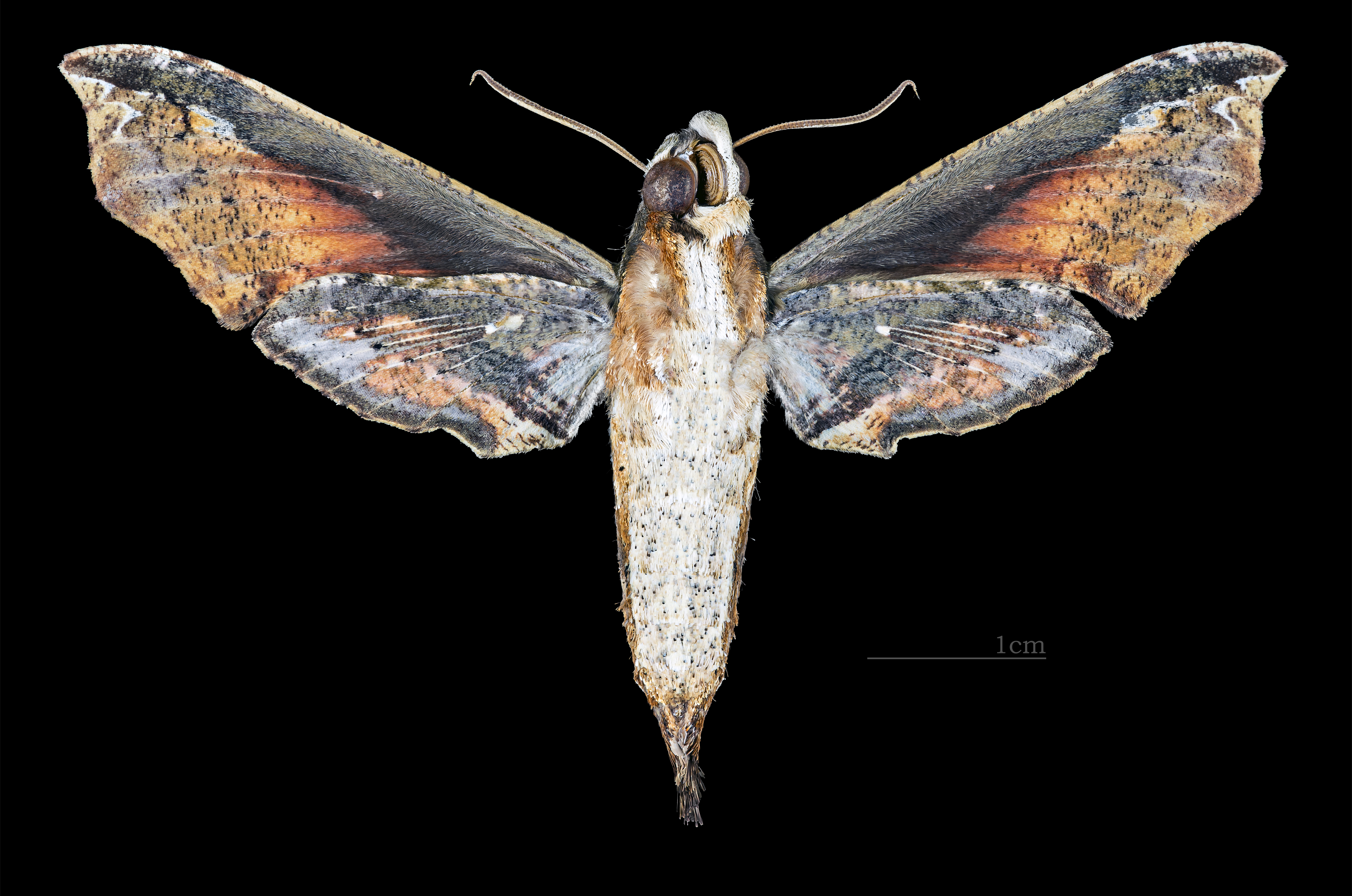
Eupanacra splendens splendens ♀ △

## Phụ loài
- Eupanacra splendens splendens (Moluccas (Halmahera, Buru, Ambon, Aru, quần đảo Kai), Papua New Guinea, quần đảo Solomon, đông bắc Úc)
- Eupanacra splendens paradoxa (Gehlen, 1932) (Moluccas)